# Pipe anônimo
Na ciência da computação, um pipe anônimo é um canal de comunicação FIFO (fist in, first out - primeiro a entrar, primeiro a sair) em modo simplex que pode ser usado para comunicação unidirecional entre processos. Uma implementação é geralmente integrada no subsistema de entrada e saída IO de um sistema operacional. Tipicamente um programa pai abre pipes anônimos e cria um novo processo que herda a outra extremidade do pipe ou cria diversos processos e os arrange em uma encadeamento.
Dois pipes anônimos são necessários para uma comunicação bidirecional (full-duplex).